# EuroHockey Club Champions Cup 1998 (Herren, Feld)
Die 25. Austragung des EuroHockey Club Champions Cup (Herren-Feld) fand vom 10. – 13. April 1998 in der spanischen Stadt Terrassa statt. Keins der acht  Teams nahm bereits 1997 teil. Der gastgebende spanische Meister Atlètic Terrassa sicherte sich zum zweiten Mal nach 1985 den Titel durch ein 2:1 im Finale gegen den Amsterdamer H&BC aus den Niederlanden.

## EuroHockey Club Champions Cup
Gruppe A
Freitag, 10. April 1998
- Amsterdamer H&BC  – CUS Bologna  7:0
- SC Stroitel Bremins Brest  – Lille MHC  1:2

Samstag, 11. April 1998
- Amsterdamer H&BC  – Lille MHC  7:2
- SC Stroitel Bremins Brest  – CUS Bologna  2:2

Sonntag, 12. April 1998
- Amsterdamer H&BC  – SC Stroitel Bremins Brest  4:5
- Lille MHC  – CUS Bologna  7:1

| .   |                           |      |        |
| Pos | Verein                    | Tore | Punkte |
| 1.  | Amsterdamer H&BC          | 18:7 | 6      |
| 2.  | Lille MHC                 | 11:9 | 6      |
| 3.  | SC Stroitel Bremins Brest | 8:8  | 4      |
| 4.  | CUS Bologna               | 3:16 | 1      |

Gruppe B
Freitag, 10. April 1998
- HTC Uhlenhorst Mülheim  – Lisnagarvey HC  4:2
- Atlètic Terrassa  – WKS Grunwald Posen  3:1

Samstag, 11. April 1998
- HTC Uhlenhorst Mülheim  – WKS Grunwald Posen  7:3
- Atlètic Terrassa  – Lisnagarvey HC  5:0

Sonntag, 12. April 1998
- WKS Grunwald Posen  – Lisnagarvey HC  4:4
- HTC Uhlenhorst Mülheim  – Atlètic Terrassa  1:2

| .   |                        |      |        |
| Pos | Verein                 | Tore | Punkte |
| 1.  | Atlètic Terrassa       | 10:2 | 9      |
| 2.  | HTC Uhlenhorst Mülheim | 12:7 | 6      |
| 3.  | WKS Grunwald Posen     | 8:14 | 1      |
| 4.  | Lisnagarvey HC         | 6:13 | 1      |

Platzierungsspiele
Montag, 13. April 1998
- Abstiegsspiel 4.A – 3.B: CUS Bologna  – WKS Grunwald Posen  0:2
- Abstiegsspiel 3.A – 4.B: SC Stroitel Bremins Brest  – Lisnagarvey HC  6:1
- Spiel um Platz 3: Lille MHC  – HTC Uhlenhorst Mülheim  0:4
- Finale: Amsterdamer H&BC  – Atlètic Terrassa  1:2

Endstand
- 1. Atlètic Terrassa  Euro Hockey Club Champions Cup 1998
- 2. Amsterdamer H&BC
- 3. HTC Uhlenhorst Mülheim
- 4. Lille MHC
- 5. SC Stroitel Bremins Brest
- 5. WKS Grunwald Posen
- 7. CUS Bologna  (Abstieg für Italien zur EuroHockey Club Champions Trophy 1999)
- 7. Lisnagarvey HC  (Abstieg für Irland zur EuroHockey Club Champions Trophy 1999)

## EuroHockey Club Champions Trophy
Die EuroHockey Club Champions Trophy fand vom 10. – 13. April 1998 in der Stadt Brasschaat in Belgien statt. Sie bildete den ersten Unterbau zum EuroHockey Club Champions Cup. Die Clubs spielten neben dem Titel auch um Auf- und Abstieg ihrer nationalen Verbände für die folgende Europapokalsaison.
Gruppe A
Freitag, 10. April 1998
- Eagles HC  – Olimpic Vinnitsa  4:1
- KHC Dragons  – Whitchurch HC  8:0

Samstag, 11. April 1998
- Eagles HC  – Whitchurch HC  3:1
- KHC Dragons  – Olimpic Vinnitsa  6:1

Sonntag, 12. April 1998
- Eagles HC  – KHC Dragons  0:3
- Whitchurch HC  – Olimpic Vinnitsa  2:1

| .   |                  |      |        |
| Pos | Verein           | Tore | Punkte |
| 1.  | KHC Dragons      | 17:1 | 9      |
| 2.  | Eagles HC        | 7:5  | 6      |
| 3.  | Whitchurch HC    | 3:12 | 3      |
| 4.  | Olimpic Vinnitsa | 3:12 | 0      |

Gruppe B
Freitag, 10. April 1998
- SKA Samara  – Partille SC  9:0
- Reading HC  – Wiener AC  6:2

Samstag, 11. April 1998
- SKA Samara  – Wiener AC  3:2
- Reading HC  – Partille SC  11:1

Sonntag, 12. April 1998
- SKA Samara  – Reading HC  1:3
- Wiener AC  – Partille SC  8:4

| .   |             |       |        |
| Pos | Verein      | Tore  | Punkte |
| 1.  | Reading HC  | 20:4  | 9      |
| 2.  | SKA Samara  | 13:5  | 6      |
| 3.  | Wiener AC   | 12:13 | 3      |
| 4.  | Partille SC | 5:28  | 0      |

Platzierungsspiele
Montag, 13. April 1998
- Abstiegsspiel 4.A – 3.B: Olimpic Vinnitsa  – Wiener AC  4:1
- Abstiegsspiel 3.A – 4.B: Whitchurch HC  – Partille SC  3:4
- Spiel um Platz 3: Eagles HC  – SKA Samara  1:2
- Finale: KHC Dragons  – Reading HC  2:5

Endstand
- 1. Reading HC  (Aufstieg für England zum EuroHockey Club Champions Cup 1999)
- 2. KHC Dragons  (Aufstieg für Belgien zum EuroHockey Club Champions Cup 1999)
- 3. SKA Samara
- 4. Eagles HC
- 5. Olimpic Vinnitsa
- 5. Partille SC
- 7. Whitchurch HC  (Abstieg für Wales zur EuroHockey Club Champions Challenge 1999)
- 7. Wiener AC  (Abstieg für Österreich zur EuroHockey Club Champions Challenge 1999)

## EuroHockey Club Champions Challenge
Die EuroHockey Club Champions Challenge fand vom 29. Mai – 1. Juni 1998 in der schottischen Stadt Glasgow statt. Sie bildete den zweiten Unterbau zum EuroHockey Club Champions Cup. Die Clubs spielten neben dem Titel auch um den Aufstieg ihrer nationalen Verbände für die folgende Europapokalsaison.
Gruppe A
Freitag, 29. Mai 1998
- Western HC  – Kringsja HC  25:0
- Grasshoppers Zürich  – Espoo HC  5:1

Samstag, 30. Mai 1998
- Western HC  – Espoo HC  7:0
- Grasshoppers Zürich  – Kringsja HC  6:2

Sonntag, 31. Mai 1998
- Western HC  – Grasshoppers Zürich  9:2
- Kringsja HC  – Espoo HC  1:3

| .   |                     |       |        |
| Pos | Verein              | Tore  | Punkte |
| 1.  | Western HC          | 41:2  | 9      |
| 2.  | Grasshoppers Zürich | 13:12 | 6      |
| 3.  | Espoo HC            | 4:13  | 3      |
| 4.  | Kringsja HC         | 3:34  | 0      |

Gruppe B
Freitag, 29. Mai 1998
- HK Zorka Subotica  – Sport Club do Porto  1:1
- HK Marathon  – SK Slavia Prag  1:1

Samstag, 30. Mai 1998
- HK Zorka Subotica  – SK Slavia Prag  2:8
- HK Marathon  – Sport Club do Porto  0:0

Sonntag, 31. Mai 1998
- HK Zorka Subotica  – HK Marathon  4:2
- Sport Club do Porto  – SK Slavia Prag  0:2

| .   |                     |      |        |
| Pos | Verein              | Tore | Punkte |
| 1.  | SK Slavia Prag      | 11:3 | 7      |
| 2.  | HK Zorka Subotica   | 7:11 | 4      |
| 3.  | HK Marathon         | 3:5  | 2      |
| 4.  | Sport Club do Porto | 1:3  | 2      |

Platzierungsspiele
Montag, 1. Juni 1998
- 4.A – 3.B: Kringsja HC  – HK Marathon  1:15
- 3.A – 4.B: Espoo HC  – Sport Club do Porto  2:6
- Spiel um Platz 3: Grasshoppers Zürich  – HK Zorka Subotica  5:1
- Finale: Western HC  – SK Slavia Prag  3:1

Endstand
- 1. Western HC  (Aufstieg für Schottland zur EuroHockey Club Champions Trophy 1999)
- 2. SK Slavia Prag  (Aufstieg für Tschechien zur EuroHockey Club Champions Trophy 1999)
- 3. Grasshoppers Zürich
- 4. HK Zorka Subotica
- 5. Sport Club do Porto
- 5. HK Marathon
- 7. Kringsja HC
- 7. Espoo HC

## Quelle
Deutsche Hockey Zeitung April 1998